# Davit Kereselidze
Davit Kereselidze (en georgià: დავით კერესელიძე; nascut a Tbilisi el 19 d'agost de 1999) és un futbolista professional georgià que juga com a porter al Dila Gori de l'Erovnuli Liga i a la selecció de Geòrgia.

## Trajectòria
Molt abans de començar la seva carrera professional, Kereselidze va destacar durant el torneig de la Copa Daraselia del 2012, on va rebre un premi individual especial.
Kereselidze va debutar a la Erovnuli Liga 2 amb el Tskhinvali com a substitut en una victòria per 4-3 contra el Zugdidi el 21 d'abril de 2017. Va romandre al club fins al seu descens l'any següent.
Posteriorment, va incorporar-se al Gagra, on va participar en els 18 partits de lliga del 2020 sense perdre's ni un minut. Amb el Gagra va guanyar la copa nacional, aconseguint mantindre la porteria a zero cinc vegades en cinc partits. Aquest assoliment va permetre a l'equip, que encara jugava a la segona divisió del futbol georgià, participar a la Lliga Conferència de la UEFA un any més tard. Kereselidze va jugar el seu primer partit europeu contra el Sutjeska montenegrí el 15 de juliol de 2021.
La temporada 2021 va ser molt bona pel Gagra, que va aconseguir l'ascens a la primera divisió després d'una dècada d'absència. Kereselidze va jugar 34 partits de lliga, a més de dos partits de playoff en què el seu equip es va imposar a Shukura sense encaixar cap gol.
Al final d'aquesta temporada, el porter de 22 anys va fitxar pel Dinamo de Tbilisi amb un contracte de tres anys. Kereselidze va debutar amb el seu nou club en una victòria per 4-0 contra el Torpedo Kutaisi el 25 de febrer de 2022. En el següent partit, disputat contra el Dinamo Batumi una setmana després, va patir una lesió que va requerir una cirurgia a l'espatlla. Per aquest motiu, va estar fora de combat fins a l'agost.
Kereselidze va guanyar el seu primer títol amb el Dinamo el 2022, quan els de Tbilisi van ser campions de lliga. Així van guanyar-se el dret a participar a l'estiu següent a Supercopa, on van guanyar el Dinamo Batumi a la final a la tanda de penals. Després d'aquesta temporada va deixar el club i va fitxar pel Dila Gori.
La temporada 2024 va ser excel·lent per a Kereselidze, que va ser votat per la Lliga Erovnuli com a Porter de l'Any i inclòs a l'Equip de l'Any. Durant aquest període, va mantenir la porteria a zero 15 vegades i va aturar quatre penals, incloent-hi dos contra Kolkheti 1913 el 16 d'abril. La seva actuació va ajudar l'equip a tornar a classificar-se entre els tres primers de la lliga.

## Selecció nacional
Després d'haver passat per les diferents categories inferiors de les seleccions georgianes, va debutar amb l'absoluta el 5 de juny de 2025 substituint a les acaballes del partit a Guiorgui Lòria, en un partit amistós contra les Illes Fèroe que va acabar 1 a 0 pels georgians amb gol de Luka Lochoshvili.

## Estadístiques

### Clubs
| Club              | País    | Any       | Partits | Gols |
| ----------------- | ------- | --------- | ------- | ---- |
| FC Tskhinvali     | Geòrgia | 2014-2018 | 25      | 0    |
| FC Gagra          | Geòrgia | 2019-2021 | 69      | 0    |
| SK Dinamo Tbilisi | Geòrgia | 2022-2023 | 22      | 0    |
| FC Dila Gori      | Geòrgia | 2024-     | 50      | 0    |

### Selecció
| Selecció | Any   | Partits | Gols |
| -------- | ----- | ------- | ---- |
| Georgia  | 2025  | 1       | 0    |
| Total    | Total | 1       | 0    |

## Palmarès

#### Gagra
- 1 Copa de Geòrgia: 2020
- 1 Erovnuli Liga 2: 2021

#### Dinamo de Tbilisi
- 1 Erovnuli Liga: 2022
- 1 Supercopa de Geòrgia: 2023

#### Dila Gori
- 1 Supercopa de Geòrgia: 2025

#### Individual
- Porter de l'any de l'Erovnuli Liga 2024[16]
- Membre de l'equip de la temporada de l'Erovnuli Liga 2024[16]